# Pseudacris kalmi
Espèce
Synonymes
- Chorophilus triseriatus corporalis Cope, 1875
- Pseudacris nigrita kalmi Harper, 1955
- Pseudacris triseriata kalmi Harper, 1955

Statut de conservation UICN

 LC  : Préoccupation mineure
Pseudacris kalmi est une espèce d'amphibiens de la famille des Hylidae.

## Répartition
Cette espèce est endémique des États-Unis. Elle se rencontre dans l'extrême Sud-Est de la Pennsylvanie, au New Jersey et dans la Péninsule de Delmarva (dans l'est du Maryland, au Delaware et dans l'est de la Virginie).

## Étymologie
Cette espèce est nommée en l'honneur de Pehr Kalm.

## Publication originale
- Harper, 1955 : A new chorus frog (Pseudacris) from the eastern United States. Natural History Miscellanea Chicago Academy of Sciences, vol. 150, p. 1–6.